# Dofí de riu xinès
El dofí del Iang-tsé o dofí de riu xinès (Lipotes vexillifer), dit igualment baiji pel nom xinès, és un dofí de riu que només es troba al riu Iang-Tsé de la Xina. Segons la Llista Vermella de la UICN el dofí de riu xinès és una espècie en perill crític (CR). Juntament amb el gènere prehistòric Parapontoporia, forma la família dels lipòtids.

## Història
Els registres fòssils indiquen que els dofins de riu xinesos van emigrar de l'oceà Pacífic al riu Iang-Tsé fa 20 milions d'anys. S'estima que hi havia uns 5.000 baijis quan foren descrits al diccionari de la dinastia Han Erya.

## Conservació
En la dècada del 1950, la població estimada de dofins de riu xinesos era d'un 6.000 individus, però va disminuir ràpidament a les següents 5 dècades. Llavors el nombre va baixar als 400 a la dècada del 1980, i després a 13 el 1997. Actualment és el cetaci amb més perill d'extinció, segons el Llibre Guinness dels rècords, l'últim baiji fou vist l'agost del 2007.

### Estudis sobre el nombre de baijis
| Any       | Àrea de l'estudi    | Km estudiats | Baijis vistos | Nombre estimat de baijis |
| --------- | ------------------- | ------------ | ------------- | ------------------------ |
| 1979      | Wuhan-Chenglingji   | 230          | 19            | -                        |
| 1979      | Nanjing-Taiyangzhou | 170          | 10            | -                        |
| 1979-1981 | Nanjing-Guichi      | 250          | 3-6 grups     | 400                      |
| 1978-1985 | Yichang-Nantong     | 1600         | >20 grups     | 156                      |
| 1985-1986 | Yichang-Jiangyin    | 1510         | 42 grups      | 300                      |
| 1979-1986 | Fujiangsha-Hukou    | 630          | 78-79         | 100                      |
| 1987-1990 | Yichang-Shanghai    | 1669         | 108           | 200                      |
| 1989-1991 | Hukou-Zhenjian      | 500          | 29            | 120                      |
| 1991-1996 | Xinchang-Wuhan      | 413          | 42            | <100                     |

### Camí cap a l'extinció
- 1979: La Xina el declara en perill d'extinció.
- 1983: La seva caça és il·legal.
- 1986: Queden 300 baijis.
- 1990: Queden 200 baijis.
- 1994: Comença la construcció de la Presa de les Tres Gorges.
- 1997: Queden menys de 50 baijis (se'n comptabilitzen 23).
- 1998: Es troben 7 exemplars.
- 2006: No es troba cap baiji en una expedició. Els organitzadors van declarar el baiji com a functionally extinct.[3]
- 2007: Es fa una altra expedició per trobar-ne, però no se'n localitza cap.

## Població
La població de dofins de riu xinesos ha disminuït dràsticament les recents dècades a la Xina i s'ha fet molt ús dels rius per pescar, fer hidroelectricitat, etc. L'última vegada que es va veure un dofí de riu xinès fou el 2004, amb una altra aparició d'un baiji no confirmada a l'agost del 2007. Es feren esforços per a salvar l'espècie, però una expedició el 2006 va fallar i no va veure cap baiji al riu. Els organitzadors van declarar el baiji com a functionally extinct.